# Apeadeiro de Paúl

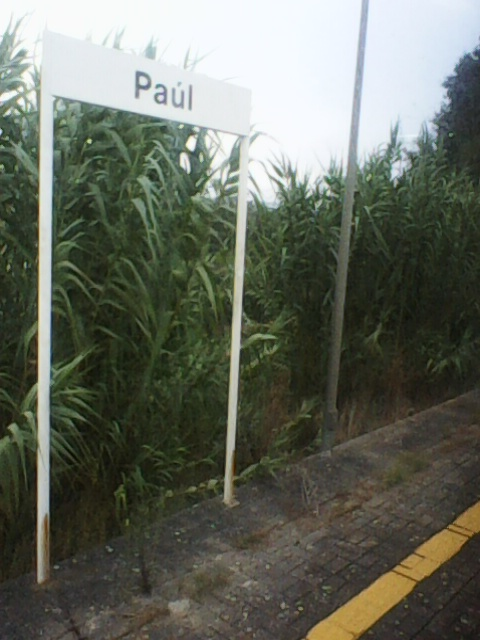
Placa toponímica do apeadeiro de Paúl, vista do comboio em 2020.

O Apeadeiro de Paul ou do Paul (nome grafado anortograficamente e anacronicamente pelo gestor como "Paúl"), é uma interface da Linha do Oeste, que serve a localidade Delgada, no Município de Bombarral, em Portugal.

## Descrição
O abrigo de passageiros situa-se do lado nascente da via (lado direito do sentido ascendente, a Figueira da Foz). A sul do Apeadeiro de Paúl (ao PK 89+997), a Linha do Oeste é cruzada em passagem superior pela A8.

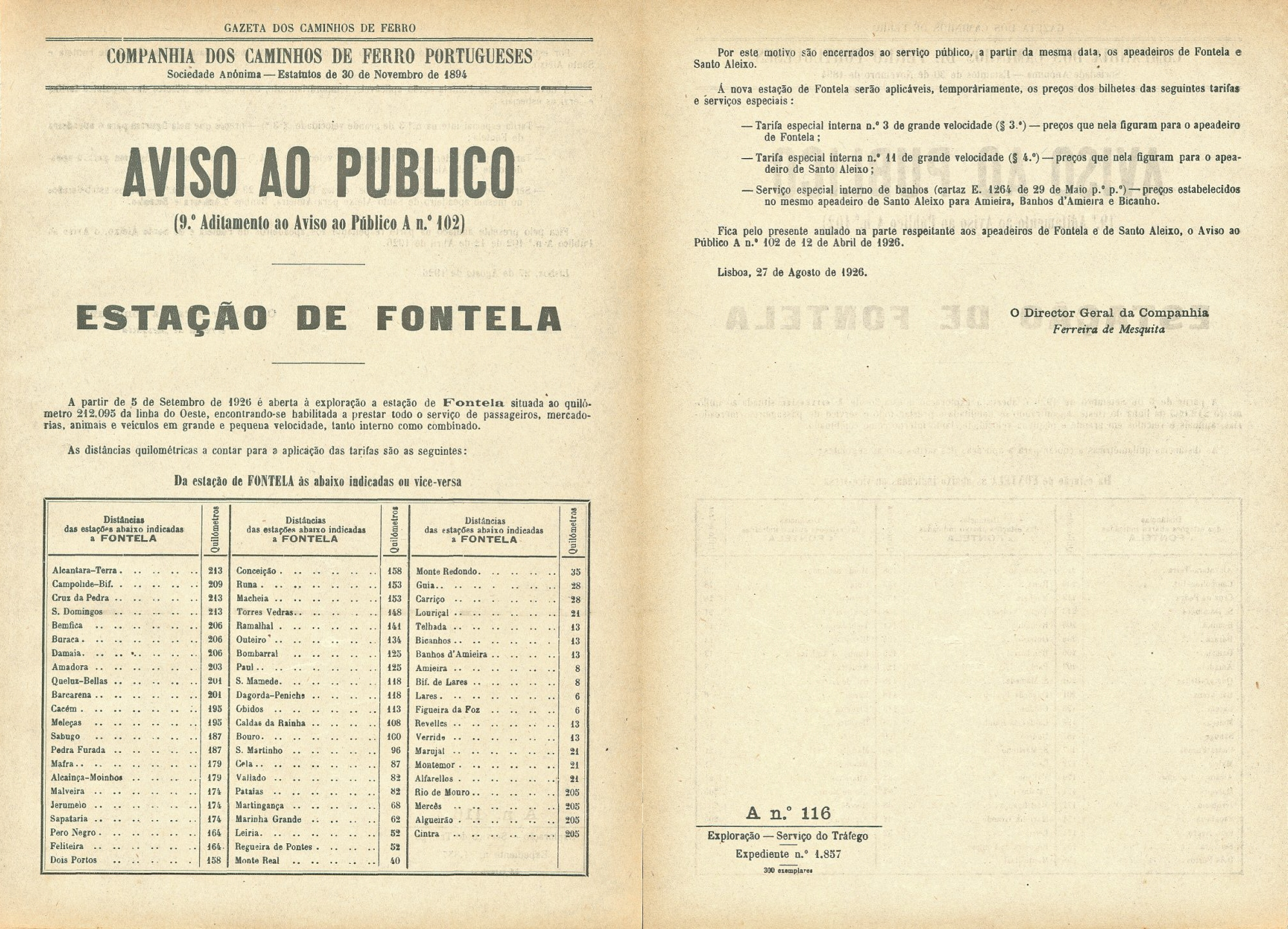
Aviso de 1926, onde este apeadeiro surge com a denominação original, "Paul".

## História
Este apeadeiro faz parte do troço entre Torres Vedras e Leiria da Linha do Oeste, que abriu à exploração a 1 de Agosto de 1887, pela Companhia Real dos Caminhos de Ferro Portugueses. No entanto, não foi construído junto com este troço, tendo sido aberto apenas no dia 19 de Julho de 1926, com o nome de "Paul", servindo nessa altura apenas passageiros sem bagagem, e não dispondo de bilheteira.

### Século XXI

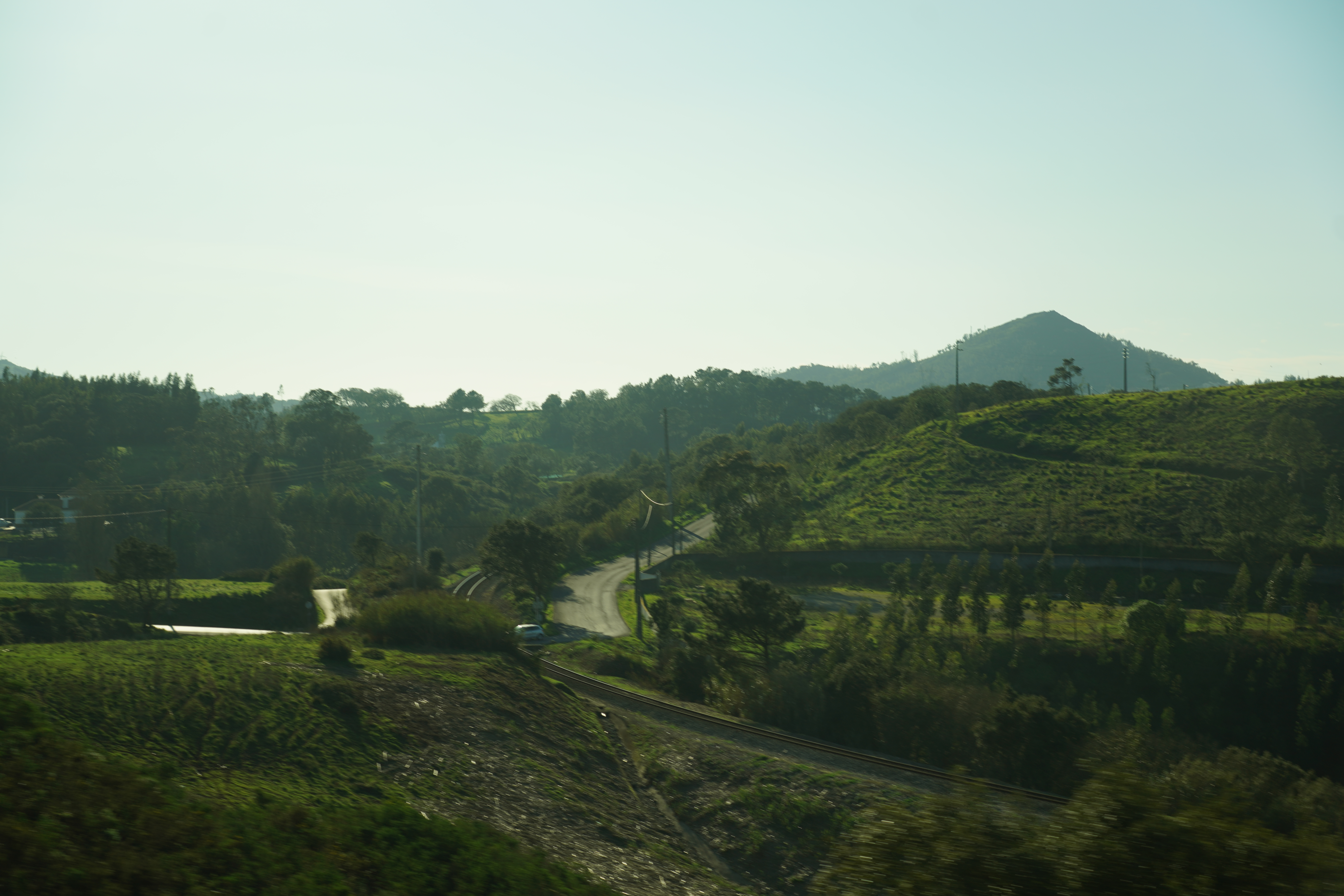
A Linha do Oeste, nas imediações de Paúl, vista da A8.

Nos finais da década de 2010 foi finalmente aprovada a modernização e eletrificação da Linha do Oeste; no âmbito do projeto de 2018 para o troço a sul das Caldas da Rainha, a Estação do Paúl irá ser alvo de remodelação a nível das plataformas e respetivo equipamento, mas será mantida a passagem de nível contígua ao apeadeiro (ao PK 90+851). A norte do apeadeiro (ao PK 91+418) inicia-se um longo troço (3555 m, o mais longo de toda a empreitada; só termina a norte de São Mamede) que será alvo de ripagem.